# Dirk Klinkenberg
Der Niederländer Dirk Klinkenberg (* 15. November 1709 in Haarlem; † 3. März 1799 in Den Haag) war 40 Jahre Sekretär der niederländischen Regierung. Er wurde bekannt als Amateur-Astronom.

## Leben
Klinkenberg war der Entdecker des nach ihm benannten Kometen Klinkenberg (auch C/1743 X1 oder Große Komet von 1744) und des Kometen C/1762 K1. Seit 1759 war er korrespondierendes Mitglied der Académie des sciences in Paris. Nach ihm wurde der Asteroid (10427) Klinkenberg benannt, der am 24. September 1960 von C. J. van Houten, I. van Houten-Groeneveld und Tom Gehrels am Palomar-Observatorium entdeckt worden ist.